# Нагорода Греммі за найкраще виконання джаз–року
Нагорода Греммі за найкраще виконання джаз–року (англ. Grammy Award for Best Jazz Fusion Performance) — приз, що присуджувався з 1980 по 1991 рік щорічно музикантові або гуртові за високопрофесійне виконання музики у стилі джаз-рок внаслідок голосування уповноважених членів «Національної академії мистецтва і науки звукозапису» (National Academy of Recording Arts and Sciences). Пат Метені є музикантом, який був нагороджений у цій категорії найбільше — шість разів. Лайл Мейс є рекордсменом за кількістю номінацій - вісім (у тому числі п'ять з групою Пата Метені, дві як сольний виконавець і одна з Метені, п'ять з яких були номіновані поспіль між 1981 і 1985 роками). Першою і єдиною сольною артисткою, яка була номінована на нагороду, стала Террі Лайн Керрінгтон у 1990 році. 

## Історія
Перша нагорода у цій номінації була вручена американському джазовому гуртові «Weather Report» за альбом «8:30» на 22-й церемонії нагороди Греммі у 1980 році. На 33-ій церемонії щорічної нагороди Греммі в 1992 році була введена категорія «Найкраще сучасне джазове виконання» (Best Contemporary Jazz Performance), яка пізніше була перейменована на «Найкращий сучасний джазовий альбом» (Best Contemporary Jazz Album).

## Нагороджені
- 1980 — гурт «Weather Report[en]» за альбом «8:30»
- 1981 — The Manhattan Transfer за пісню «Birdland»
- 1982 — Гровер Вашингтон молодший за альбом «Winelight»
- 1983 — гурт Пата Метені за альбом «Offramp»
- 1984 — гурт Пата Метені за альбом «Travels»
- 1985 — гурт Пата Метені за альбом «First Circle»
- 1985 — Дейвід Санборн за альбом «Straight to the Heart»
- 1987 — Боб Джеймс[en] і Давид Санборн за альбом «Double Vision»
- 1988 — гурт Пата Метені за альбом «Still Life (Talking)»
- 1989 — гурт «Yellowjackets» за альбом «Politics»
- 1990 — гурт Пата Метені за альбом «Letter from Home»
- 1991 — Квінсі Джонс за альбом «Birdland»